# 고연저수지
고연저수지는 울산광역시 울주군 웅촌면 고연리에 있는 저수지이며 곡천천의 지류인 고연천의 발원지이다.

## 사건과 논란
- 2003년 11월 25일 이 저수지를 임대한 황모씨가 골프연습장을짓기 위해 저수지의 농업목적 외 사용승인과 농지전용 허가를 신청했다. 그러나 인근 주민들은 갈수기 용수 부족과 위화감 조성 등을 이유로 강력하게 반발했다.[1]

- 2004년 5월 19일 경찰은 동년 5월 2일 이 저수지 인근의 공터에 있던 황 모씨(당시 52세)소유 10m2 규모의 컨테이너 사무실을 지게차로 통째 들어 옮겨 남구 황성동 모고물상에 판 혐의로 손모 씨(당시 60세)에 대해 구속영장을 신청했다.[2]

- 2009년 5월 18일 주봉현 정무부시장은 이 저수지를 방문 농촌공사 울산지사(당시 지사장 김정태)로부터 대책보고를 받고 163ha 몽리지역 모내기에 차질 없도록 관정 개발 등을 추진했다.[3]